# Греція на зимових Паралімпійських іграх 2010
Греція на зимових Паралімпійських іграх 2010 у Ванкувері, Канада, представлена 2 спортсменами в 1 виді спорту — гірськолижному спорті.

## Спортсмени
- Параскеві Христодопулу
- Іоанніс Папавасиліу